# Aprecjacja
Aprecjacja – wzrost wartości towaru lub dobra. 

## Opis
Termin ten jest zwykle używany w odniesieniu do wzrostu wartości waluty krajowej względem waluty zagranicznej w systemie płynnych kursów walut (regulowanym przez rynek). Oznacza wzrost siły nabywczej danego pieniądza w rozliczeniach międzynarodowych. 
Aprecjacja pieniądza jest często konsekwencją deflacji. W systemie stałego kursu walutowego podniesienie wartości waluty krajowej nazywa się rewaluacją.
Pozytywnym skutkiem aprecjacji jest wzrost siły nabywczej waluty krajowej, spadek kosztów obsługi zadłużenia zagranicznego oraz zmniejszenie presji inflacyjnej pod wpływem spadku cen dóbr importowanych. Negatywne skutki aprecjacji to osłabienie cenowej konkurencyjności eksportu oraz wzrost kosztów pracy w relacji do kosztów pracy za granicą. Aprecjacja waluty krajowej powoduje zatem spadek eksportu i wzrost importu.
Zjawiskiem odwrotnym do aprecjacji jest deprecjacja.